# FC Carl Zeiss Jena (kvinder)
Universitätssportverein (Universitets Sportsklub, forkortes: USV) Jena er en tysk sportsklub fra Jena. Klubbens kvindefodboldhold har været en del af klubben siden 2004.

## Aktuel trup
Oversigten er opdateret til og med 4. august 2019
| Nr. | Land     | Position | Spiller          |
| --- | -------- | -------- | ---------------- |
| 1   | Tyskland | MM       | Sarah Hornschuch |
| 2   | Tyskland | FO       | Karla Gorlitz    |
| 3   | Tyskland | FO       | Anne Guther      |
| 5   | Tyskland | FO       | Svenja Paulsen   |
| 6   | Tyskland | AN       | Donika Grajqevci |
| 7   | Tyskland | AN       | Isabelle Knipp   |
| 8   | Tyskland | MI       | Vanessa Fudalla  |
| 9   | Tyskland | AN       | Jalila Dalaf     |
| 10  | Tyskland | MI       | Merza Julevic    |
| 11  | Tyskland | AN       | Leonie Kreil     |
| 12  | Tjekkiet | FO       | Jana Sedláčková  |
| 13  | Tyskland | MI       | Julia Arnold     |
| 14  | Tyskland | MI       | Anja Heuschkel   |

| Nr. | Land     | Position | Spiller                  |
| --- | -------- | -------- | ------------------------ |
| 15  | Canada   | MI       | Julie Karn               |
| 16  | Tyskland | MI       | Pia Grosse               |
| 17  | Tyskland | FO       | Lisa Seiler              |
| 18  | Tyskland | MI       | Annika Graser            |
| 19  | Tyskland | AN       | Christin Meyer           |
| 20  | Tjekkiet | MI       | Jitka Chlastáková        |
| 21  | Tyskland | MI       | Anna Weiss               |
| 22  | Tyskland | MI       | Any Adam                 |
| 23  | Tyskland | FO       | Maren Marie Tellenbröker |
| 24  | Tyskland | MM       | Laura Kiontke            |
| 26  | Tyskland | FO       | Tina Kremlichka          |
| 31  | Tyskland | MM       | Inga Schuldt             |